# Residenze in stile moderno di Berlino
"Residenze in stile moderno di Berlino" è il nome dato dall'UNESCO ad un patrimonio dell'umanità situato a Berlino, in Germania, ed istituito nel 2008.

## Descrizione del patrimonio
Il patrimonio è composto da sei gruppi di edifici in stile moderno rappresentativi delle politiche edilizie del periodo compreso tra il 1910 ed il 1933, quando Berlino rappresentava l'apice tedesco (se non europeo) in ambito sociale, culturale e politico.
Il nuovo stile edilizio, ben rappresentato da questi sei gruppi di edifici, portò negli anni seguenti al miglioramento delle condizioni di vita per tutte quelle famiglie di ceto medio-basso. Tre dei più importanti autori di queste opere furono Bruno Taut, Martin Wagner e Walter Gropius che, negli anni seguenti, influenzarono l'edilizia di buona parte del mondo moderno.

## Posizione degli edifici
Queste sono le coordinate ufficiali dei sei gruppi di edifici, come riportato dal sito dell'UNESCO.
| Nome edifici                                   | Anno di costruzione | Coordinate            | Area coperta (ettari) | Area coperta (ettari) | Quartiere           |
| Nome edifici                                   | Anno di costruzione | Coordinate            | Area edifici          | Area totale           | Quartiere           |
| ---------------------------------------------- | ------------------- | --------------------- | --------------------- | --------------------- | ------------------- |
| Gartenstadt Falkenberg ("Tuschkastensiedlung") | 1913-15             | 52°24′39″N 13°34′00″E | 4,4                   | 31,2                  | Bohnsdorf           |
| Schillerpark-Siedlung                          | 1924-30             | 52°33′34″N 13°20′56″E | 4,6                   | 31,9                  | Wedding             |
| Großsiedlung Britz ("Hufeisensiedlung")        | 1925-27             | 52°26′54″N 13°27′00″E | 37,1                  | 73,1                  | Britz               |
| Wohnstadt Carl Legien                          | 1929-30             | 52°32′47″N 13°26′01″E | 8,4                   | 25,5                  | Prenzlauer Berg     |
| Weiße Stadt                                    | 1929-31             | 52°34′10″N 13°21′03″E | 14,3                  | 50,1                  | Reinickendorf       |
| Großsiedlung Siemensstadt ("Ringsiedlung")     | 1929-31             | 52°32′22″N 13°16′39″E | 19,3                  | 46,7                  | Charlottenburg-Nord |